# 미국 항공 우주국
미국 항공 우주국(美國航空宇宙局, 영어: National Aeronautics and Space Administration, NASA)은 미국의 국가 기관으로서 우주 계획 및 장기적인 일반 항공 연구 등을 실행하고 있다. 1957년 10월 4일 소비에트 연방의 세계 최초의 인공위성 스푸트니크 1호의 발사 성공에 스푸트니크 충격을 받은 미국은 1958년 7월 29일 NASA를 발족시켰다. 산하 시설로 케네디 우주센터, 고다드 우주 비행 센터, 제트 추진 연구소, 존슨 우주 센터, 랭글리 연구 센터, 마셜 우주 비행 센터 등이 있다.

## 역사

### 우주 개발 경쟁
1957년 10월 4일 소련이 세계 최초의 인공위성 스푸트니크 1호의 발사를 성공시킨 것에 의하여 미국은 국민은 자국의 우주 개발 기술이 매우 빈약하다는 사실을 알게 되었다. 미국 의회는 미국의 안전 보장 및 기술의 선구성이 위험에 노출되어 있는 것을 경고하고, 미국 정부에게 즉시 행동을 취하도록 재촉했다. 아이젠하워 대통령 및 그 측근들은 대응책을 신중하게 검토해, 수 개월에 걸쳐서 토의를 거듭한 결과, 비군사 목적의 우주 개발 활동을 실시하기 위해서는 여러 개의 우주 개발 기관을 하나로 합쳐야 한다는 결론에 이르렀다. 또 이 때, 방위 고등 연구 계획국(Defense Advanced Research Projects Agency, DARPA)도 동시에 창설되게 되었다.

### NACA 시대
1957년 말부터 1958년 초에 걸쳐 NACA (미국 국가항공자문위원회)는 그때까지 자신들이 한 일과 같은 역할을 맡은 비군사적 기관의 신설에 대한 검토를 시작했다. 또 그 개념을 정밀 조사하기 위해서 몇 개의 위원회를 창설했다. 1958년 1월 12일, NACA는 가이포드 스테버(Guyford Stever)를 의장으로 하는 '우주 기술 특별 위원회'를 설립했다. 이 위원회는 제2차 세계 대전 후에 미국 시민권을 획득한 베르너 폰 브라운 박사를 리더로 하는 미국 육군 탄도 미사일국의 우주 로켓 개발 그룹에서 제안된, 거대 로켓 개발 계획을 자문하는 임무도 띠고 있었다.
1958년 1월 14일, NACA 책임자 휴 드라이덴은 '우주 기술을 위한 국가적 조사 계획'을 발표해, 이하와 같이 말했다.
| “ | 미국의 위신 및 군사적 필요성의 양면에서 생각하면, 이번 도전(스푸트니크)에 휩쓸린 우주 정복을 위한 조사 및 개발의 계획을 정력적으로 추진하는 것은 긴급하고 중요한 과제이다.(중략) 그 때문에, 비군사적인 국가 기관에 의해서 과학적인 조사를 해야 한다는 제안이 이루어졌다.(중략) NACA는 우주 개발 기술의 주도권을 취해 그 성과를 급속히 확대해 연장할 수 있는 능력이 있다. | ” |

1958년 1월 31일 오후 10시 48분 (미국 동부표준시), 미국 첫 인공위성인 익스플로러 1호가 발사되었다. 1958년 3월 5일, 대통령 직속 과학 기술 자문 위원회의 위원장 제임스 킬리안(James Killian)은 아이젠하워 대통령에게 「민간 우주 계획을 위한 조직」이라는 제목의 서신을 보내, 일정의 지연을 최소한으로 억제해 조사 계획을 확장할 수 있도록 NACA를 강화해 재편한 조직에 의한 문민 통제형의 우주 계획을 창립하는 것을 재촉했다. 동년 3월 말에 NACA는 당시 기획 중이었던 수소와 불소를 추진제로 하는 100만 파운드(453톤, 445만 뉴턴)의 추진력을 가지는 3단 로켓의 개발 계획을 포함한, 「우주 개발에 관한 제의」라는 제목의 보고서를 발표했다.
동년 4월, 아이젠하워 대통령은 의회 연설을 통해, 민간 주도의 우주 개발 기관을 신설할 의향과 미국 항공 우주국 설립을 위한 예산안을 설명했다. NACA의 조사 활동 하나를 봐도, 그 규모나 진전, 관리, 운영 등에 있어서 변화가 이루어져야 했다. 7월 16일, 의회는 예산안을 승인하고, 동시에 NASA 설립을 위한 구체적인 근거가 된 '국가 항공 우주 결의'에 대해서도 약간의 언급을 했다. 그 이틀 후, 베르너 폰 브라운이 인솔하는 작업 그룹은 예비 보고서를 제출해, 현재 미국의 우주 개발은 여러 가지 기관이 따로 시행하고 있어 상호 제휴가 결핍되어 국가적 노력이 중복되어 손해가 크다는 것을 강력하게 비판했다. 스테버의 우주 개발 위원회는 브라운의 비판에 동의해, 10월에는 최종적인 초안이 제출되었다.

### NASA의 발족
1958년 7월 29일, 아이젠하워 대통령은 국가 항공 우주 결의에 서명해, 미국 항공 우주국(National Aeronautics and Space Administration, NASA)이 정식으로 발족했다. 동년 10월 1일에 공식 업무가 시작되면서, NASA는 즉시 46년의 역사를 가지는 NACA의 조직(8천여 명의 직원, 1억 달러의 연간 예산, 세 개의 주요한 연구 시설(랭글리 연구소, 에임스 항공 연구소, 루이스 비행 추진 연구소)과 두 개의 작은 실험 시설 등)을 흡수했다.
베르너 폰 브라운 박사가 소속되어 있던 육군 탄도 미사일국과 해군 조사 연구소도 NASA에 병합되었다. NASA가 소련과의 우주 개발 경쟁에 참가할 즈음에 중요한 공헌을 이룬 것은 일찍이 제2차 세계 대전 중의 독일에 있던 베르너 폰 브라운이 이끈 로켓 계획으로 개발된 기술이었다. 그 기술에는 로버트 고다드 박사의 초기의 연구 성과도 포함되어 있었다. 공군 및 방위 고등 연구 계획국이 행하고 있던 초기 단계의 연구도 NASA에 인계되었다. 1958년 12월에는 캘리포니아 공과대학교가 운영하는 제트 추진 연구소도 NASA의 지휘 하에 들어갔다.
계획

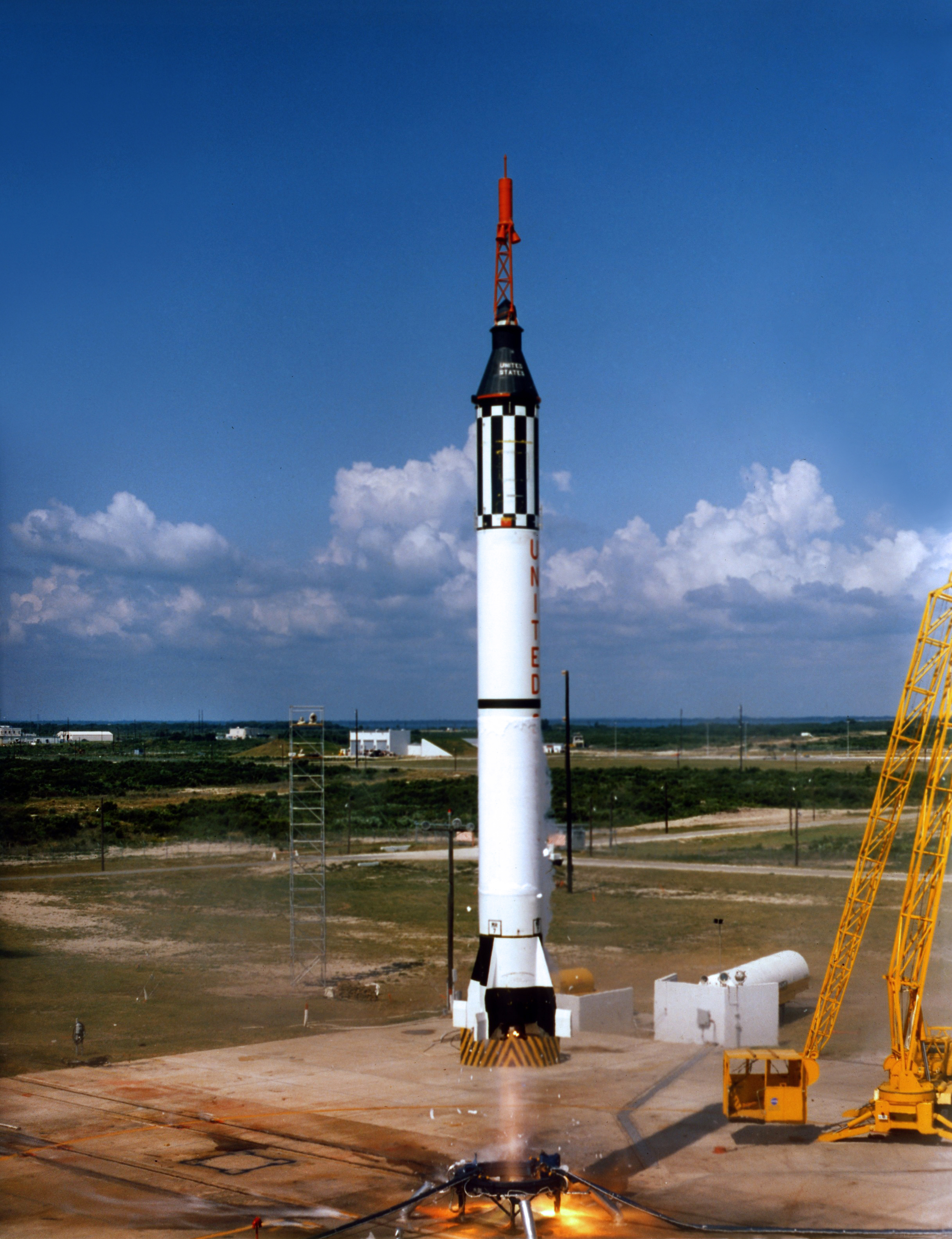
1961년 5월 5일, 미국 최초의 유인 우주선인 프리덤 7호가 발사되고 있다.

창설 후 NASA가 최초로 시행한 계획은 냉전 중의 소련과의 치열한 우주 개발 경쟁 중에 실시된 유인 우주 비행 계획이었다. 1958년에 개시된 머큐리 계획은 원래 인간이 우주 공간에서 생존할 수 있는가와 같은 기초적인 문제를 조사하는 것부터 시작되었다. 또 육·해·공군에서도 대표자가 선발되어 NASA를 지원했다. 우주 비행사의 선발 작업은 미리 선발된 군의 테스트 파일럿 중에서 후보를 좁히면 되므로 비교적 용이했다.
1961년 5월 5일, 제1차 선발 비행사 그룹 '머큐리 세븐'의 한 사람인 앨런 셰퍼드 비행사가 머큐리 우주선 프리덤 7호로 15분 간의 탄도 비행에 성공해 미국 첫 우주 비행사가 되었다. 그 후 1962년 2월 20일에는 존 글렌(John Glenn) 비행사가 프렌드십 7호로 2시간 반의 비행을 실시해 첫 지구 주회 비행을 성공시켰다.

### 제미니 계획

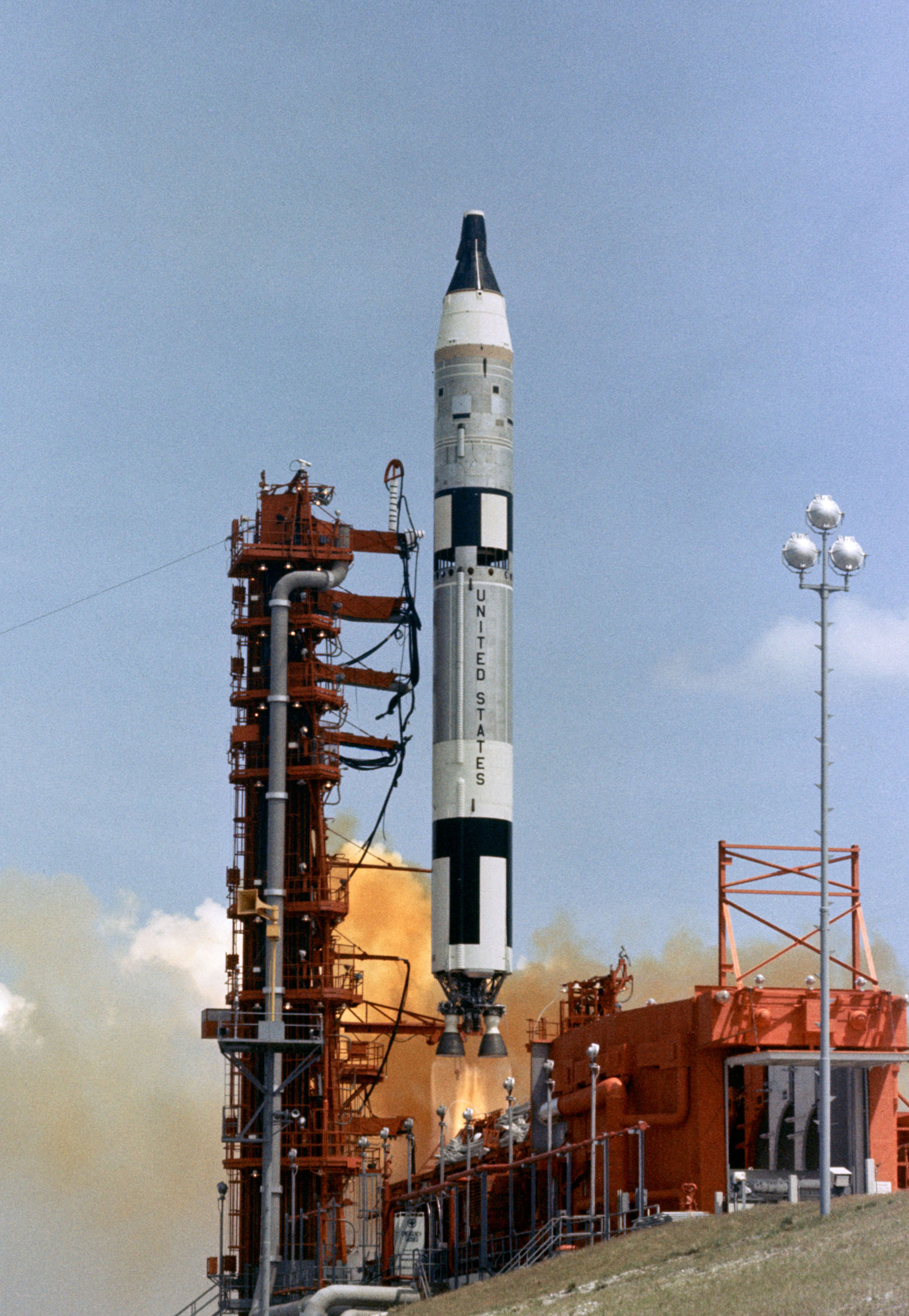
제미니 1호의 발사

머큐리 계획의 종료 후, 달 비행의 연습 과정이라고 할 수 있는 제미니 계획이 시작되었다. 비행사를 탑승시킨 첫 비행은 1965년 3월 23일의 제미니 3호로, 거스 그리섬과 존 영이 지구를 3회 돌았다. 계속되는 9회의 유인 비행으로, 장기간의 우주 체류나, 다른 위성과의 랑데부나 도킹이 가능한 것이 증명되었고, 무중력이 인체에 미치는 의학적 자료가 축적되었다. 또 같은 시기에, NASA는 태양계 탐사를 위한 여러 가지 우주 탐사선들을 쏘아 올렸다. 사상 최초의 유인 비행(보스토크 1호)과 같이, 달 뒷면의 사진을 처음으로 촬영한 것은 소련의 탐사선이었지만, 지구 이외의 행성(금성)을 처음으로 탐사한 것은 NASA의 매리너 2호였다.

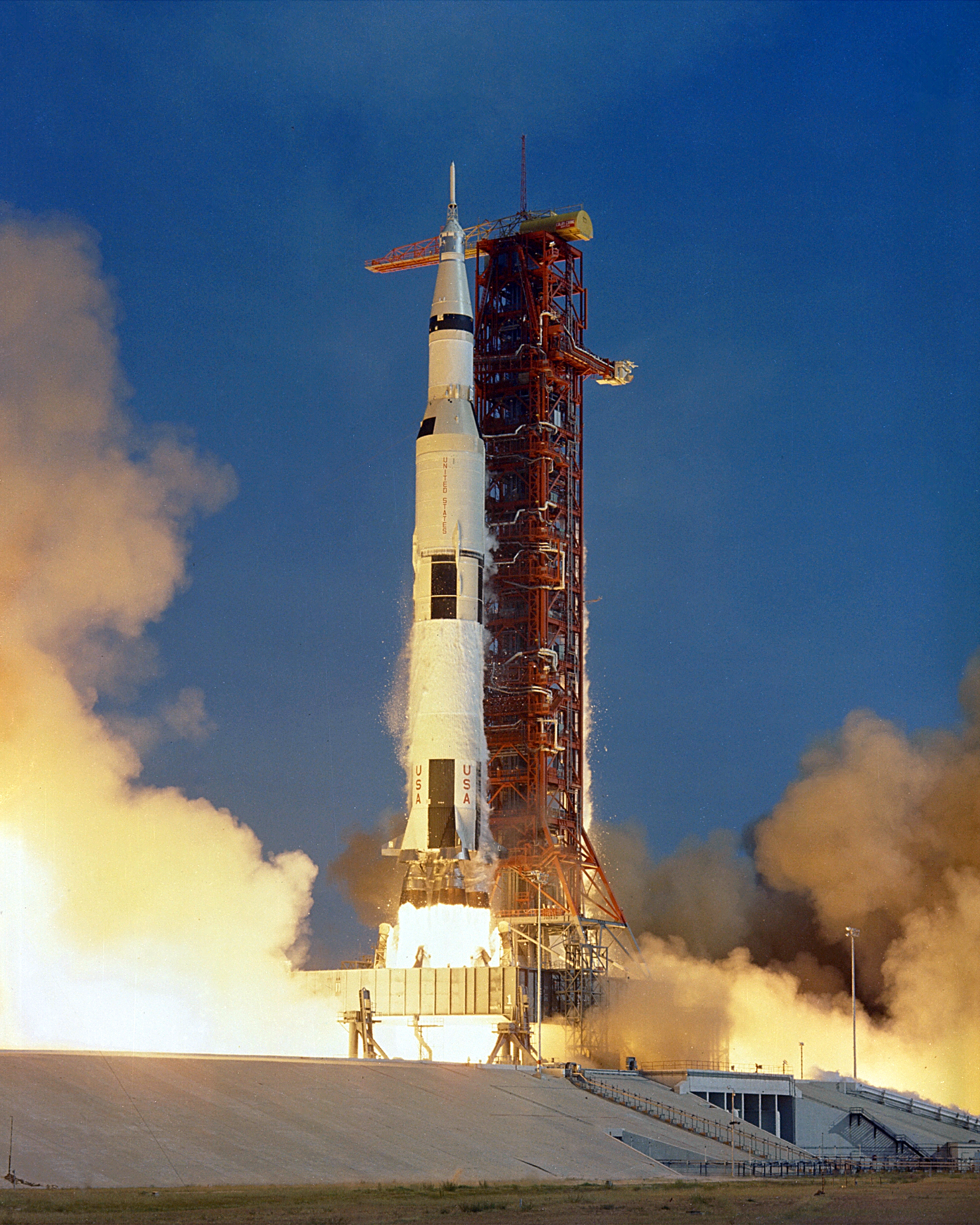
아폴로 11호의 발사

### 아폴로 계획
아폴로 계획은 인간을 달 표면에 착륙시키는 한편 안전하게 지구로 귀환시키는 것을 목적으로 구상되었다. 그렇지만 아폴로 1호에서는 지상에서의 훈련 중에 화재 사고가 발생해 비행사 3명이 희생되었다. 이것에 의해, 아폴로 우주선은 인간을 탑승시키기 전에 몇 차례의 무인 시험 비행을 실시하는 것이 불가피하게 되었다. 아폴로 8호와 10호는 달을 주회하고, 다수의 사진을 촬영해 지구에 가지고 왔다. 1969년 7월 20일, 아폴로 11호가 달 표면에 착륙해, 닐 암스트롱과 버즈 올드린 비행사가 지구의 생명체 최초로 지구 이외의 천체에 발을 디딘 것이 되었다. 아폴로 13호에서는 달로 비행하는 도중에 우주선의 산소 탱크가 폭발하는 사고가 발생했지만, 3명의 비행사는 무사히 지구로 귀환하는 것에 성공했다. 아폴로 계획에서는 합계 6회의 월면 착륙을 해 귀중한 과학적 데이터와 400 kg 가까운 월석을 가지고 돌아갔다. 또 지질학, 유성체, 지진학, 전열, 레이저 광선을 사용한 지구와 달 사이의 정확한 거리 측정, 자기장, 태양풍 등 다수의 실험을 했다.

### 스카이랩 계획
스카이랩은 미국이 지구 주회 궤도 상에 발사한 미국 최초의 우주 정거장이자 연구실이었다. 무게가 100톤 가까이 나가는 스카이랩은 1973년부터 1979년까지 지구를 계속 주회하고, 1973년과 1974년 3회에 걸쳐서 비행사가 탑승했다. 스카이랩은 당초에는 태양계의 다른 행성이 미치는 중력의 조사를 할 예정이었지만, 미국 국민이 우주 개발에 관심을 보이지 않아 예산이 삭감된 것에 의해 임무가 축소되었다. 실험 중에는 미중력이 미치는 영향을 조사하는 것이나, 탑재된 망원경으로 태양의 활동을 관측하는 일도 포함되어 있었다. 당초에는 우주왕복선과 도킹시켜 보다 안전한 높은 궤도로 올리는 것이 계획되었지만, 우주왕복선이 첫 비행에 성공하기 전인 1979년에 대기권에 재돌입해 소멸되었다. 3번째의 탑승 임무인 스카이랩 4호(SL-4)가 1974년 2월에 귀환한 후, 태양 활동이 활발하게 진행되었고, 그 결과 지구의 대기를 따뜻하게 해 대기권이 팽창해, 선체의 공기 저항이 증가했기 때문에 재돌입 시기가 앞당겨졌던 것이다. 스카이랩은 1979년 7월 11일 16:37 UTC경에 대기권에 재돌입해, 오스트레일리아 서부에서 인도양에 걸쳐 파편이 흩어졌지만, 몇 개의 잔해가 회수되었다.

### 아폴로-소유즈 시험 계획

국립 항공 우주 박물관에 전시되고 있는 아폴로와 소유스 우주선

아폴로-소유스 시험 계획은 1975년 7월에 미국과 소비에트 연방 사이에 처음으로 행해진 공동 비행 계획이다. 미국에 있어서는 이것이 아폴로 우주선의 마지막 비행이며, 또 1981년 4월에 우주왕복선이 발사될 때까지 6년간 미국의 유인 우주 비행은 행해지지 않았다. 그런데 문제는 두 나라의 우주선의 도킹 시스템이 서로 모양이 달라서 똑같이 맞추기 위해 많은 노력과 고생 끝에 겨우 도킹 성공으로 행해졌다.이것은 미국과 소비에트 연방 사이의 냉전이 끝났다는 일종의 표시였다.두 나라들은 이 일로 화해를 하게 되었다.

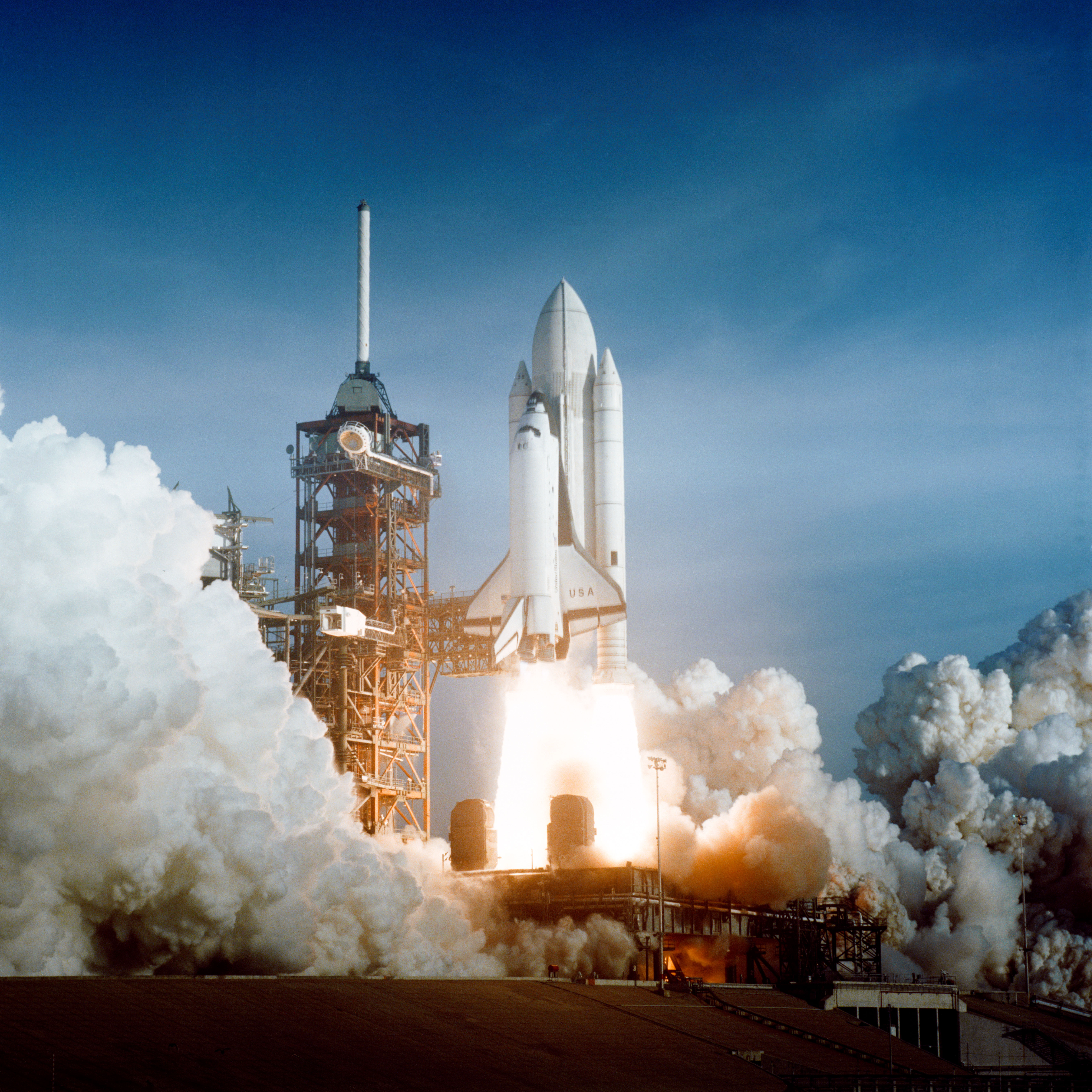
1981년 4월 12일, STS-1 임무를 수행하기 위해 발사되고 있는 컬럼비아

### 우주왕복선의 시대
1970년대부터 1980년대에 걸친 기간 동안 NASA의 최대 프로그램은 우주왕복선이었다. 우주왕복선은 1985년까지 재사용이 가능한 4기가 제작되었고, 그 1번기인 컬럼비아는 1981년 4월 12일에 처음으로 발사되었다.
우주왕복선 프로그램은 NASA에 있어서 반드시 좋은 계획은 아니었다. 발사에 소요되는 비용은 당초에 예상되었던 것보다 매우 많이 들었고, 발사가 일상화되는 것에 따라 미국 국민은 우주 개발에 대한 관심을 잃어 갔다. 그러던 도중, 1986년에 일어난 챌린저 우주왕복선 참사는 우주 비행에 따르는 위험성을 재인식시키게 되었다.
그러던 도중, 이후에 국제 우주 정거장(International Space Station, ISS)으로 발전하는 프리덤 우주 정거장 계획이 유인 우주 비행의 초점으로서 제안되었지만, 이러한 계획은 보이저 계획과 같은 무인 행성 탐사에 비해 비용이 너무 많이 든다는 지적이 NASA 내부에서도 있었다.
한편, 우주왕복선은 허블 우주 망원경(Hubble Space Telescope, HST)과 같은 획기적인 계획도 성공시켰다. HST는 NASA와 유럽 우주국(European Space Agency, ESA)의 공동 개발에 의해서 개발된 것으로, 이 계획의 성공에 의해서 타국 우주 기관과의 협력이라는 새로운 우주 개발 방법이 열렸다. HST에 소요된 예산은 20억 달러 이하로, 1990년에 가동을 시작한 이래, 수많은 선명한 천체 사진을 계속 보내 여러 과학자들에게 많은 도움을 주고 있는데, 그 중에서도 허블 딥 필드(Hubble Deep Field)는 특히 유명하다.
1995년, 셔틀-미르 계획에 의해서 러시아와의 공동 계획도 재개되었다. 미르와 우주왕복선이 도킹하면, 이것은 완전한 우주 정거장이 될 수 있었다. 이 미국과 러시아라고 하는 우주 개발에 있어서의 2대 주자의 협력 관계는 ISS(국제 우주 정거장)의 건설 작업에 의해 21세기까지 계속되고 있다. 2003년, 컬럼비아 우주왕복선 참사에 의해 왕복선의 비행이 2년간 중단된 기간 동안, NASA는 ISS의 보수 작업을 러시아의 우주선에 의지한 것에서 봐도, 양자의 우주 개발에 있어서의 신뢰 관계는 명백하다.
ISS는 주된 자재의 운반은 모두 왕복선에 의지하고 있다. 1986년의 챌린저 사고와 2003년의 컬럼비아 사고로, 우주왕복선 계획은 2기의 기체와 14명의 비행사를 잃었다. 사고로 붕괴된 챌린저를 대체하기 위해 새롭게 인데버가 제작되었지만, 컬럼비아의 붕괴를 대체하기 위한 새로운 기체 제작은 실행되지 않았고, 신형 우주선 오리온으로의 이행이 결정되었다.
ESA나 일본의 우주항공연구개발기구(JAXA)등 우주 정거장 건설에 투자한 다른 나라들은 ISS의 완성에 염려를 표명했지만, 이것에 대응해 NASA 부국장 윌리엄 H. 게르스텐메이어(William H. Gerstenmaier)는 계획에는 유연성이 있어 왕복선은 2007년에는 6개월에 3회의 비행을 성공시킨 것, NASA는 빽빽한 일정에도 대응할 수 있는 능력이 있는 것 등을 설명했다.
1990년대를 거치면서, NASA는 의회의 예산 삭감에 따른 예산의 축소에 직면해 왔다. 제9대 국장으로, '보다 빠르게, 보다 좋게, 보다 싸게'라는 표제어를 제시한 다니엘 골딘(Daniel Goldin)은 진행 중인 행성 탐사 계획(디스커버리 계획)은 경비를 삭감하는 것으로 계속 가능하다고 주장했다. 1999년에 마스 클라이미트 오비터(Mars Climate Orbiter)와 마스 폴라 랜더(Mars Polar Lander)의 2기가 화성 탐사에 실패한 것은 예산 삭감이 원인이라는 비판을 받았지만, 한편으로 우주왕복선은 2006년 12월까지 116회의 비행에 성공했다.

## 같이 보기
- 우주
- 우주 개발
- 각 국의 우주개발 전담 부서 (영어)